# 24 uur van Zolder
De 24 uur van Zolder is een jaarlijkse race voor GT- en toerwagens op het Circuit Zolder. De eerste editie vond plaats in 1976. De race werd in 1983 voor het eerst georganiseerd door Circuit Zolder zelf. Tussen 2007 en 2011 nam SRO de organisatie over. Nu heeft Circuit Zolder de organisatie terug in handen. In 2009 werd de race weer opengesteld voor toerismewagens en sinds 2012 mochten ook prototypes en historic-wagens deelnemen aan de wedstrijd. Vanaf 2022 zijn de prototypes opnieuw geweerd en ligt de focus op toerisme- en GT-wagens. De wedstrijd is opgenomen in het Belcar Endurance kampioenschap en er zijn dubbele punten te verdienen.

## Winnaars
| Jaar | Piloten                                                                           | Team                                | Auto                    |
| ---- | --------------------------------------------------------------------------------- | ----------------------------------- | ----------------------- |
| 1977 | Baudoin Corbiau Rudy Frahm Dirk Vermeersch                                        |                                     | Autobianchi A112        |
| 1978 | Philippe Hoebeke Hoebeke Van den Broeck                                           |                                     | BMW 2002                |
| 1979 | Philippe Hoebeke François-Xavier Boucher Roger Bertrand                           |                                     | BMW 2002                |
| 1980 | Jos Reussens Luc Reussens Jos Stolck                                              |                                     | BMW 323                 |
| 1981 | Jos Reussens Luc Reussens Dirk Vermeersch                                         |                                     | BMW 323                 |
| 1982 | Dirk Van Rompuy Marc Flamand Paul Daerden                                         |                                     | Opel Kadett             |
| 1983 | Albert Vanierschot Raymond Raus                                                   |                                     | Renault 5 Turbo         |
| 1984 | Noël van den Eeckhout Rik de Mey "Gustavson"                                      |                                     | BMW 323i                |
| 1985 | Noël van den Eeckhout Patrick Dewulf Bruno Clemens                                |                                     | BMW 320i                |
| 1986 | Patrick Slaus Bernard Bormans Charles Geeraerts                                   |                                     | BMW PSR                 |
| 1987 | Étienne Dumortier Jean-Marie Baert Alain Plash                                    |                                     | Volvo 240 Turbo         |
| 1988 | Geen race gehouden.                                                               | Geen race gehouden.                 | Geen race gehouden.     |
| 1989 | Philippe de Craene Roger van Peteghem Didier de Puyseleyr                         |                                     | Porsche 911 Carrera     |
| 1990 | Étienne Dumortier Dominique Dumortier Baudoin de Rosee                            | JED2 Racing                         | Volvo 240 Turbo         |
| 1991 | Marc Dries Jean Wiels Kurt Thiers                                                 | ERCO                                | BMW 325VR               |
| 1992 | Michael Beilke Edgar Dören Peter Prosten                                          |                                     | Porsche 911 Carrera     |
| 1993 | Kurt Dujardyn Eddy Maes Arnold Herreman                                           |                                     | Porsche 911 Carrera RS  |
| 1994 | Alfons Taels Vincent Dupont Kurt Thiers                                           | GL Racing Team                      | Porsche 911 Carrera RS  |
| 1995 | Albert Vanierschot Paul Kumpen Georges Cremer                                     | GL Racing Team                      | Porsche 911 RSR         |
| 1996 | Vincent Dupont Erik Bruynoghe Kurt Dujardyn                                       | GL Racing Team                      | Porsche 911 RSR         |
| 1997 | Patrick Huisman Marc Goossens Vincent Vosse                                       | Geert van de Venne                  | Porsche 911 RSR         |
| 1998 | Patrick Huisman Marc Goossens Thierry Boutsen                                     | Geert van de Venne                  | Porsche 911 RSR         |
| 1999 | Jean-François Hemroulle Tim Verbergt Marcel Tarrès                                | VW-Audi Club                        | Audi A4                 |
| 2000 | Stéphane Cohen Anthony Kumpen Marc Duez                                           | GLPK Racing                         | Chrysler Viper GTS-R    |
| 2001 | Albert Vanierschot Freddy van Roey Tim Verbergt                                   | AD Sport                            | Porsche 911 GT3-RS      |
| 2002 | Anthony Kumpen Mike Hezemans Bert Longin Vincent Dupont                           | GLPK Racing                         | Chrysler Viper GTS-R    |
| 2003 | Anthony Kumpen Mike Hezemans Bert Longin Vincent Dupont                           | GLPK Racing                         | Chrysler Viper GTS-R    |
| 2004 | Anthony Kumpen Mike Hezemans Bert Longin Pedro Lamy                               | GLPK Racing                         | Chrysler Viper GTS-R    |
| 2005 | Marc Goossens David Hart Guy Verheyen Jan Heylen                                  | SRT                                 | Chevrolet Corvette C5-R |
| 2006 | David Hart Marc Duez Maxime Soulet Tom Cloet                                      | SRT                                 | Chevrolet Corvette C5-R |
| 2007 | Guillaume Dumarey Maxime Soulet Marc Goossens Maxime Dumarey                      | GPR Racing                          | Porsche 997 GT3 Cup     |
| 2008 | Bart Couwberghs Ruben Maes Heinz Bonnaerens Ward Sluys                            | NGT Racing                          | Porsche 997 GT3 Cup S   |
| 2009 | Rudi Penders Franz Lamot David Loix Louis Machiels                                | ProSpeed Competition                | Porsche 911 GT3 RS      |
| 2010 | Bert Longin Anthony Kumpen Frank Beliën Henk Haane                                | First Motorsport                    | Porsche 997 GT3 Cup     |
| 2011 | Bert Longin François Verbist Enzo Ide Xavier Maassen                              | W Racing Team                       | Audi R8 LMS             |
| 2012 | Laurens Vanthoor Anthony Kumpen Marco Bonanomi Edward Sandström                   | W Racing Team                       | Audi R8 LMS             |
| 2013 | Dylan Derdaele Kenneth Heyer Bert Redant Frank Thiers Kuba Giermaziak             | Belgium Racing                      | Porsche 997 GT3 Cup     |
| 2014 | Dylan Derdaele Kenneth Heyer Peter Hoevenaars Frank Thiers                        | Belgium Racing                      | Porsche 997 Cup         |
| 2015 | Dylan Derdaele Kenneth Heyer Peter Hoevenaars Marc Goossens                       | Belgium Racing                      | Porsche 991 Cup         |
| 2016 | Dylan Derdaele Kenneth Heyer Peter Hoevenaars Yannick Hoogaars Marc Goossens      | Belgium Racing                      | Porsche 991 Cup         |
| 2017 | Frank Thiers Hans Thiers Jeffrey Van Hooydonk Christoff Corten Gilles Magnus      | Scuderia Monza by DVB               | Norma M20 FC            |
| 2018 | Lieven Goegebuer Christian Engelhart Dries Vanthoor Niels Lagrange Xavier Stevens | Independent Motorsports             | Porsche 991 Cup         |
| 2019 | Bert Longin Stienes Longin Christoff Corten Giorgio Maggi                         | Krafft Racing                       | Norma M20 FC            |
| 2020 | Geen race gehouden.                                                               | Geen race gehouden.                 | Geen race gehouden.     |
| 2021 | Frank Thiers Hans Thiers Jeffrey Van Hooydonk Alon Day Gilles Magnus              | Russell Racing by PK                | Norma M20 FC            |
| 2022 | Bert Longin Stienes Longin Dries Vanthoor Peter Guelinckx Nicolas Saelens         | PK Carsport                         | Audi R8 LMS GT2         |
| 2023 | Glenn Van Parijs Nicolas Saelens Nico Verdonck Rodrigue Gillion Thomas Laurent    | August by NGT                       | Porsche 992 GT3 cup     |
| 2024 | Bertrand Baguette Benjamin Paque Kobe Pauwels Glenn Van Parijs Robin Knutsson     | D'Ieteren Luxury Performance by NGT | Porsche 992 GT3 cup     |

## Statistieken

### Per piloot
| Aantal | Piloot                | Jaren                                    |
| ------ | --------------------- | ---------------------------------------- |
| 7      | Bert Longin           | 2002, 2003, 2004, 2010, 2011, 2019, 2022 |
| 6      | Marc Goossens         | 1997, 1998, 2005, 2007, 2015, 2016       |
| 6      | Anthony Kumpen        | 2000, 2002, 2003, 2004, 2010, 2012       |
| 4      | Vincent Dupont        | 1994, 1996, 2002, 2003                   |
| 4      | Dylan Derdaele        | 2013, 2014, 2015, 2016                   |
| 4      | Kenneth Heyer         | 2013, 2014, 2015, 2016                   |
| 4      | Frank Thiers          | 2013, 2014, 2017, 2021                   |
| 3      | Albert Vanierschot    | 1983, 1995, 2001                         |
| 3      | Mike Hezemans         | 2002, 2003, 2004                         |
| 3      | Peter Hoevenaars      | 2014, 2015, 2016                         |
| 2      | Dirk Vermeersch       | 1977, 1981                               |
| 2      | Philippe Hoebeke      | 1978, 1979                               |
| 2      | Jos Reussens          | 1980, 1981                               |
| 2      | Luc Reussens          | 1980, 1981                               |
| 2      | Noel Van Den Eeckhout | 1984, 1985                               |
| 2      | Etienne Dumortier     | 1987, 1990                               |
| 2      | Kurt Thiers           | 1991, 1994                               |
| 2      | Kurt Dujardyn         | 1993, 1996                               |
| 2      | Patrick Huisman       | 1997, 1998                               |
| 2      | Tim Verbergt          | 1999, 2001                               |
| 2      | Marc Duez             | 2000, 2006                               |
| 2      | David Hart            | 2005, 2006                               |
| 2      | Maxime Soulet         | 2006, 2007                               |
| 2      | Christoff Corten      | 2017, 2019                               |
| 2      | Gilles Magnus         | 2017, 2021                               |
| 2      | Hans Thiers           | 2017, 2021                               |
| 2      | Jeffrey van Hooydonk  | 2017, 2021                               |
| 2      | Dries Vanthoor        | 2018, 2022                               |
| 2      | Stienes Longin        | 2019, 2022                               |
| 2      | Nicolas Saelens       | 2022, 2023                               |
| 2      | Glenn Van Parijs      | 2023, 2024                               |

### Per automerk
| Wins | Manufacturer | Years |
| ---- | ------------ | --- |
| 20   | Porsche      | 1989, 1992, 1993, 1994, 1995, 1996, 1997, 1998, 2001, 2007, 2008, 2009, 2010, 2013, 2014, 2015, 2016, 2018, 2023, 2024 |
| 8    | BMW          | 1978, 1979, 1980, 1981, 1984, 1985, 1986, 1991                                                                         |
| 4    | Audi         | 1999, 2011, 2012, 2022                                                                                                 |
| 4    | Chrysler     | 2000, 2002, 2003, 2004                                                                                                 |
| 3    | Norma        | 2017, 2019, 2021 |
| 2    | Volvo        | 1987, 1990 |
| 2    | Chevrolet    | 2005, 2006 |
| 1    | Autobianchi  | 1977 |
| 1    | Opel         | 1982 |
| 1    | Renault      | 1983 |